# Signo
Signo (in italiano anche Sign o Signa, desueto, in croato Sinj) è una città di 24 832 abitanti della Croazia.
Si trova nell'entroterra dalmata (Zagora) e dista circa 35 km da Spalato.

## Storia

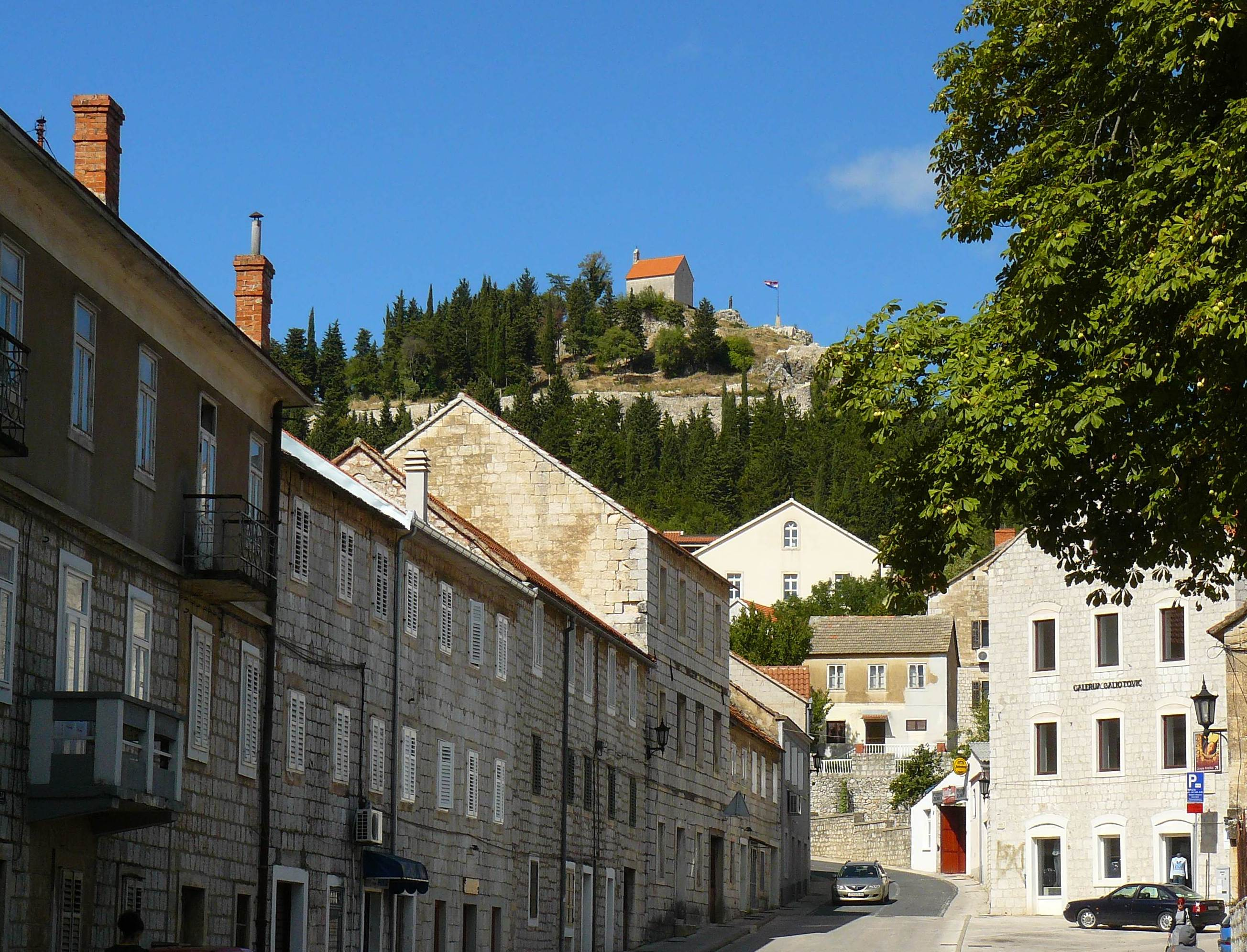
Uno scorcio del centro storico

La città dalmata fu conquistata nel 1524 dai turchi che ne mantennero il dominio fino al 1686, quando entrò a far parte della Repubblica di Venezia. Si sviluppò intorno a un'antica fortezza tenuta dagli ottomani dal XVI fino alla fine del XVII secolo e al monastero francescano con la chiesa della Madonna di Signo (Gospa Sinjska), storico luogo di pellegrinaggio. Nel 1715 fu respinto l'ultimo assedio turco.
Dopo il Congresso di Vienna del 1815 e fino al 1918 Signo fece parte dell'Impero austriaco. In seguito fu annessa al Regno dei Serbi, Croati e Sloveni, poi stato federato della Jugoslavia, infine nel 1991 è passata alla Croazia indipendente. Il solo nome italiano era usato prima del 1867.

## Società

### Etnie e minoranze straniere
Secondo il censimento ufficiale croato del 2011, il comune di Signo conta 24 826 abitanti. Il 98,88% è costituito da croati e lo 0,46% da serbi. Pochissimi gli abitanti di altre etnie.

### La presenza autoctona di italiani
In passato gli italiani autoctoni abitarono per secoli la penisola dell'Istria e le coste e le isole del Quarnaro e della Dalmazia, territori che appartenevano alla Repubblica di Venezia. La presenza degli italiani a Signo si è ridotta quasi a zero dopo gli esodi che hanno seguito la prima e la seconda guerra mondiale.
La città, con una lunga storia veneziana, aveva sempre ospitato nuclei italiani, costituiti soprattutto da famiglie di ex funzionari della Repubblica di Venezia. Membro illustre della comunità italiana nel XVIII secolo fu lo scrittore Giovanni Lovrich, autore di Osservazioni sul viaggio in Dalmazia di Alberto Fortis.
Nella seconda metà dell'Ottocento si scatenarono anche qui le prime lotte di piazza tra i nazionalisti croati e i simpatizzanti italiani (capitanati dalla famiglia Lorenzi). Altri personaggi filo-italiani furono Girolamo Italo Boxich e Luigi Lapenna, entrambi del Partito Autonomista. Durante le elezioni del 1911 gli italiani di Signo disertarono i seggi elettorali.
Nel suo diario di viaggio di fine Ottocento Giuseppe Modrich racconta che, visitando la cittadina di Signo, restò colpito dal fatto che gli abitanti spesso parlavano italiano, soprattutto nelle conversazioni quotidiane e informali.

## Cultura
La località è nota per il suo santuario mariano con l'annesso convento francescano intitolato alla Madonna di Signo. La Madonna Assunta è patrona della città. Il collegio del convento francescano è conosciuto come la prima istituzione scolastica ad avere introdotto la lingua croata come lingua d'istruzione nel 1854.
Ogni anno a Signo si tiene la famosa giostra Sinjska Alka in ricordo della vittoria sui turchi nel 1715 ed in ringraziamento per la Madonna, che tradizionalmente si considera aver salvato la città dall'invasione dell'esercito turco. Nel 2018 l’appassionato di storia militare Dan Morel Danilovičh e l’artista Michele Nardo hanno pubblicato un fumetto storico dedicato alla resistenza di Sinj ai turchi: La fortezza. Signa 1715.

## Geografia antropica

### Località
Il comune di Signo è suddiviso in 14 frazioni (naselja) di seguito elencate. Tra parentesi il toponimo in lingua italiana, generalmente desueto.
- Bajagić (Bajaghich[5])
- Brnaze (Bernazze[5])
- Čitluk (Equo Sinozio[13])
- Glavice (Glavizza[5])
- Gljev (Gliev[5])
- Jasensko (Iassensco)
- Karakašica (Caracascizza)
- Lučane (Luzzana)
- Obrovac Sinjski (Obbrovaz[5][14])
- Radošić (Radossich[5])
- Sinj (Signo), sede comunale
- Suhač (Sugaci)
- Turjaci (Turiazzi)
- Zelovo (Zellovo o Zelovo)

## Amministrazione

### Gemellaggi
- Montemarciano, Italia
- Sansepolcro, Italia
- Oristano, Italia